# كروتون ألبي
كروتون ألبي (الاسم العلمي: Croton alpinus) هو نوع من النباتات يتبع جنس الكروتون من الفصيلة الفربيونية.